# Sławomir Oder
Sławomir Oder, né le 7 août 1960 à Chełmża (Cujavie-Poméranie, Pologne), est un prêtre catholique polonais, président de la Cour d'appel de la Curie romaine et vicaire judiciaire de la Cour ordinaire du diocèse de Rome depuis 2013. Il est également connu en tant que postulateur de la cause de sainteté du pape Jean-Paul II. Il est aussi évêque diocésain de Gliwice depuis 2023.

## Biographie
Alors qu'il étudie l'économie à l'université de Gdańsk, il entre au séminaire à Pelplin, et complète ses études au séminaire pontifical romain et à l'université pontificale du Latran, obtenant en 1989 une maîtrise en théologie. Le 14 mai 1989, il est ordonné prêtre par Marian Przykucki (de), évêque du diocèse de Chełmno. 
Poursuivant ses études à l'université pontificale du Latran, il a obtenu un doctorat en droit en 1993. Il a ensuite suivi les cours de la Rote romaine. De 1992 à 1995, il est directeur adjoint du bureau juridique du vicariat de Rome. De 1995 à 1998, il est chancelier du tribunal d'appel du vicariat de Rome, puis président de ce même tribunal en 2000.
Depuis 2013, il est vicaire judiciaire (fonctionnaire) du diocèse de Rome.
Le 1er octobre 2001, le pape Jean-Paul II lui confère le titre de chapelain de Sa Sainteté. Le 13 mai 2005, il reçoit, du pape Benoît XVI, la mission de postulateur de la cause de Jean-Paul II, c'est-à-dire qu'il est chargé de rédiger son dossier en canonisation. C'est alors lui qui sélectionne, parmi des dizaines de milliers de signalisations, le cas de Floribeth Mora Diaz, qui permet ensuite la canonisation du pape polonais.
Le 1er juin 2013, le pape François le nomme président de la Cour d'appel de la Curie romaine ainsi que vicaire judiciaire de la Cour ordinaire du diocèse de Rome.

## Distinctions
- Commandeur de l'Ordre Polonia Restituta (par le président Andrzej Duda le 9 novembre 2015[4])

## Source
- (pl) Cet article est partiellement ou en totalité issu de l’article de Wikipédia en polonais intitulé « Sławomir Oder » (voir la liste des auteurs).